# Dromococcyx phasianellus

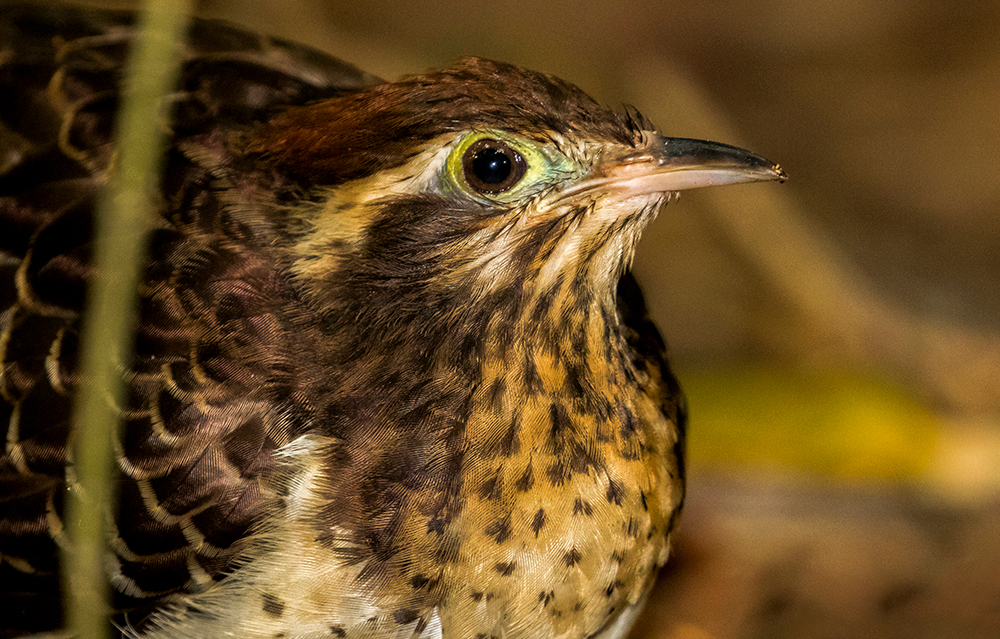
Cuclillo Faisán visto en el Panamá Rainforest Discovery Center, parque nacional Soberanía, Panamá

El cuclillo faisán (Dromococcyx phasianellus), también denominado cuco faisán o yasiyateré grande (en Paraguay y Argentina), es una especie de ave cuculiforme de la familia Cuculidae. Es nativo de América Central y del Sur.
Se encuentra en Argentina, Belice, Bolivia, Brasil, Colombia, Costa Rica, Ecuador, El Salvador, Guyana Francesa, Guatemala, Guyana, Honduras, México, Nicaragua, Panamá, Paraguay, Perú, Surinam, y Venezuela.
Sus hábitats naturales son bosques subtropicales o tropicales secos, o bosques de tierras bajas húmedas subtropicales o tropicales, y pantanos subtropicales o tropicales.